# Les Cicatrices de Dracula
Série
 Une messe pour Dracula
(1970) Dracula 73
(1972)
Pour plus de détails, voir Fiche technique et Distribution.
Les Cicatrices de Dracula (Scars of Dracula) est un film britannique réalisé par Roy Ward Baker, sorti en 1970. C'est le sixième film de la saga Dracula réalisé par le studio Hammer Films. Il est précédé du film Une messe pour Dracula et suivi de Dracula 73.

## Synopsis
Après que Dracula a été ramené à la vie par une chauve-souris, une jeune villageoise est retrouvée morte. Les hommes du village tentent de détruire Dracula en incendiant son château, mais à leur retour ils découvrent que toutes les femmes, qui s’étaient regroupées dans l’église du village, ont été massacrées par une nuée de chauves-souris commandées par Dracula.
En ville, un jeune séducteur nommé Paul Carson (Christopher Matthews) a été surpris par le bourgmestre (Bob Todd) en compagnie de sa fille Alice (Delia Lindsay) ; il échappe de justesse à deux policiers lancés à ses trousses en se jetant par une fenêtre sur un fiacre dont les chevaux, épouvantés, le mènent à proximité du château de Dracula. Il y est accueilli par le comte, son serviteur Klove (Patrick Troughton) et sa captive Tania (Anouska Hempel). Découvrant que Tania a séduit Paul, Dracula la tue en la poignardant sauvagement, puis il élimine Paul en l’empalant.
Le frère de Paul, Simon (Dennis Waterman), et son amie Sarah Framsen (Jenny Hanely), inquiets de sa disparition, se lancent à sa recherche. Ils tombent entre les mains de Dracula, mais réussissent à lui échapper grâce à l’aide de Klove, qui s’est épris de Sarah. Ayant confié au prêtre du village voisin le soin de veiller sur Sarah, Simon retourne au château pour tâcher de savoir quel a été le sort de son frère. Après diverses péripéties, il finit par affronter Dracula sur les remparts du château. Frappé par la foudre, Dracula s’embrase et bascule dans le vide.

## Fiche technique
- Musique : James Bernard
- Décors : Scott MacGregor
- Photographie : Moray Grant
- Montage : James Needs
- Production : Aida Young
- Société de distribution : Warner Bros
- Pays d'origine : Royaume-Uni
- Langue : anglais
- Format : Couleurs - 1,85:1 - Mono - 35 mm

## Distribution
- Christopher Lee (VF : Jean Topart) : Comte Dracula
- Dennis Waterman  (VF:  Bernard Tiphaine) : Simon Carlson
- Jenny Hanley  (VF: Martine Messager) : Sarah Framsen
- Patrick Troughton  (VF: Claude Bertrand) : Klove
- Michael Ripper  (VF: Pierre Collet)  : Landlord
- Michael Gwynn  (VF: Jacques Degor) : le prêtre
- Wendy Hamilton : Julie
- Christopher Matthews : Paul Carlson
- Anouska Hempel (VF:  Sylvie Deniau) : Tania
- Bob Todd  (VF: Jean-Henri Chambois): le bourgmestre
- Delia Lindsay (VF: Perrette Pradier) : Alice, la fille du bourgmestre
- David Leland : le premier policier
- Richard Durden  (VF: Jacques Balutin) : le second policier
- Toke Townley : l'homme au chariot
- Margo Boht : Maria, la femme de Landlord

## Production
Christopher Lee, de plus en plus mécontent des scénarios qu'on lui proposait alors, affirma à plusieurs reprises n'avoir consenti à poursuivre sa prestation du personnage, à ce stade de la série, qu'à contrecœur et par amitié pour des producteurs en détresse. 
L'acteur Dennis Waterman fut imposé par la Hammer. Le cinéaste annonça lors d'interviews que le rôle ne lui convenait pas.
Contrairement à une tradition consistant à plus ou moins réutiliser la séquence finale du précédent épisode en introduction, la scène pré-générique fut entièrement tournée pour ce film. Elle symbolise la réincarnation perpétuelle du vampire que le scénario n'éprouve, ici, même plus vraiment le besoin de justifier.

### Tournage
Le tournage s'est déroulé aux studios d'Elstree.
Comme souvent chez les « Hammer Girls », la voix originale de l'actrice Jenny Hanley, qui interprète Sarah Framsen, fut doublée.

## Analyse
Les Cicatrices de Dracula marque un retour aux sources du mythe du vampire, à nouveau décrit comme un aristocrate à l'hospitalité douteuse et au cadre gothique qui lui est propre.  Chronologiquement, aucune référence ne rapproche cet épisode d'aucun autre de la série. Seul le personnage récurrent du Comte Dracula assure une constante dans la saga. Dans son ensemble, le film constitue plus un « remake » synthétisant divers éléments déjà exploités qu'une suite véritable.
Les Cicatrices de Dracula est, à ce propos, la dernière adaptation en costumes par la Hammer du roman de Bram Stoker, avant que la suite de la série ne plonge son personnage dans un cadre contemporain, avec en 1972, Dracula 73, et en 1973, Dracula vit toujours à Londres, deux réalisations d'Alan Gibson.
Si un manque de plus en plus criant de moyens budgétaires caractérise cet épisode (surtout au niveau de ses effets spéciaux), le soin apporté à son atmosphère, le sadisme affiché de certaines scènes et ses quelques trouvailles visuelles (notamment Dracula grimpant le long d'une muraille), lui valent encore une place notable dans le cœur des fans de la série.

## Autour du film
- Dans le commentaire audio réalisé pour la sortie du DVD en 2001, Christopher Lee annonce n'avoir jamais vu le film avant cet enregistrement[1].

## Suites
Les Cicatrices de Dracula est sorti la même année que Les Nuits de Dracula et Une messe pour Dracula, également interprétés par Christopher Lee.

## DVD
- France :

- Les Cicatrices de Dracula (DVD-9 Keep Case) sorti le 7 novembre 2001 édité par Studiocanal Vidéo et distribué par Universal Music France. Le ratio image est en 1.66:1 panoramique 16:9. L'audio est en français et anglais 2.0 mono. Les sous-titres sont en français. En suppléments : la présentation du film par Jean-Pierre Dionnet, commentaire audio de Christopher Lee et Roy Ward Baker, galerie photos et affiches, bande annonce originale du film. La durée du film est de 96 minutes. Il s'agit d'une édition Zone 2 Pal .
Une seconde édition a eu lieu le 5 février 2007 éditée par Studiocanal et distribuée par Universal Pictures Vidéo France avec le même contenu et les mêmes spécificités techniques .